# یورو-ایژیا ایر
یورو-ایژیا ایر (به انگلیسی: Euro-Asia Air) یک شرکت هواپیمایی با کد یاتا 5B است.
دفتر مرکزی یورو-ایژیا ایر در آتیرائو کشور قزاقستان واقع شده‌است و قطب این شرکت هواپیمایی در فرودگاه آتیرائو قرار دارد.